# Edward Szymkowiak
Edward Józef Szymkowiak (se prononçant : Edevarde Youzèf Chéme-Ko-viak - Édouard Joseph Szymkowiak en français), né le 13 mars 1932 à Szopienice (Quartier de Katowice) et mort le 18 janvier 1990 à Bytom, est un joueur de football polonais, gardien de but de l’équipe de Pologne de football.
Titulaire d’un diplôme du WSWF Katowice. Il est apparu à 53 reprises sous le maillot de l’équipe nationale polonaise. Il a commencé sa carrière d’international polonais contre la Roumanie le 25 mai 1952 ; son dernier match avec l’équipe nationale fut le 26 septembre 1965 contre la Finlande.

## Carrière en club
Edward Szymkowiak a représenté les couleurs des clubs suivants : TuS Bogucice (1944), KS Mala Dabrowka (1945-1949), Ruch Chorzów (1950-1952), GWKS Bielsko (1952), Legia Varsovie (1953-1956), Polonia Bytom (1957-1969). 

## Palmarès
En tant que joueur il a remporté 5 fois le championnat polonais de première division (à deux reprises avec le Ruch Chorzów et le Legia Varsovie et une fois avec le Polonia Bytom).
Il a participé aux jeux olympiques d’Helsinki en 1952 et de Rome en 1960.
Il est jusqu'à aujourd’hui le seul gardien du championnat polonais à avoir arrêté lors d'un seul match 3 penaltys ! (16/10/1960 - Polonia Bytom 3:0 Górnik Zabrze)
Il est à ce jour le détenteur du record en termes d’année en tant que gardien de but de l’équipe nationale (13 ans et 125 jours). En 53 matches en équipe nationale il encaissa 80 buts et garda son invincibilité pendant 11 rencontres.

## Distinctions honorifiques
Il a été quatre fois nommé lauréat des « souliers d’or » par le magazine polonais « Sport » (1957, 1958, 1965, 1966). « Champion du sport » en 1956. Il fut également décoré d’une médaille d’or pour son palmarès sportif ainsi que d’une autre médaille d’or en 1964, mais cette fois-ci encore plus honorifique : la « croix du mérite » polonaise. 
Aujourd’hui le stade de football du Polonia Bytom porte son nom.